# Вагнер, Эрих
Эрих Вагнер (нем. Erich Wagner; 15 сентября 1912, Комотау, Австро-Венгрия — 22 марта 1959, Оберкирх, ФРГ) — австрийский штурмбаннфюрер СС, врач концлагеря Бухенвальд.

## Биография
Эрих Вагнер родился 15 сентября 1912 года. После окончания школы изучал медицину в университетах Граца и Инсбрука. В 1938 году сдал государственный экзамен. В марте 1938 года вступил в НСДАП и СС. Затем посещал юнкерскую школу СС и получил лицензию на медицинскую практику. В ноябре 1939 года поступил на службу в концлагерь Бухенвальд, где до января 1941 года был врачом.
В 1940 году в университете Йены была принята его докторская диссертация на тему «Изучение вопроса о татуировках». В сентябре 1941 года получил докторскую степень по медицине. Для этого исследования было проведено обследование 800 заключённых Бухенвальда с татуировками по поводу происхождения, мотивации для нанесения и типа татуировки. В основном эта работа была составлена заключённым Паулем Грюнвальдем и курировалась Вагнером. Это не было известно Йенскому университету.
С осени 1940 года гауптштурмфюрер СС Мюллер работал в патологическом отделении, [...] Мюллер работал вместе с доктором Вагнером, написавшем докторскую диссертацию о татуировках. Оба исследовали во всём лагере людей с татуировками и фотографировали их. Затем заключённые были вызваны к воротам комендантом Кохом, выбраны по великолепию их татуированной кожи и доставлены в отделение больницы. Вскоре лучшие образцы кожи появились в отделении патологий, где они были препарированы и в течение многих лет были показаны посетителям СС в качестве „специальных сокровищ”.
Жена коменданта лагеря Ильза Кох, вероятно, была вдохновлена работой по сбору вещей из татуированной кожи.
После службы в Бухенвальде Вагнер был врачом в подразделениях войск СС. В конце войны попал в американский плен, из которого в 1948 году бежал. В течение дальнейших шести лет незаметно жил под чужим именем в Баварии. С 1957 года занимался медицинской практикой в Ларе. В 1958 году Вагнер был арестован. Земельный суд Оффенбурга предъявил ему обвинение в совершении преступлений в Бухенвальде. В марте 1959 года покончил жизнь самоубийством, находясь в предварительном заключении.